# 광명문화복합단지
경기도 광명시 가학동 광명동굴 주변 약 56만㎡에으로 자연, 문화, 관광, 쇼핑이 어우러진 ‘개방형 문화복합단지’ 조성하는 도시개발사업이다. 

## 연혁
2020년 2월 : (주)광명문화복합단지피에프브이 설립
2021년 6월 11일 : 도시개발구역을 지정하기 위한 주민 공람
2024년 7월 : 도시개발구역 지정 및 개발계획 수립 고시
2024년 예정 : 실시계획 수립 및 보상 착수
2025년말 예정 : 착공
2028년말 예정 : 준공

## 교통
KTX 광명역 : 2Km 거리
신안산선 학온역 2025년 개통 예정
평택파주고속도로 가학 나들목 예정